# Pachycondyla constricta
Pachycondyla constricta är en myrart som först beskrevs av Mayr 1884.  Pachycondyla constricta ingår i släktet Pachycondyla och familjen myror. Inga underarter finns listade i Catalogue of Life.